# Marcus Pode
Marcus Pode (* 27. März 1986) ist ein schwedischer ehemaliger Fußballspieler. Der Mittelfeldspieler, der 2006 in der Allsvenskan debütierte, spielte im Laufe seiner Karriere in Schweden und Dänemark.

## Werdegang
Pode begann seine Karriere bei Malmö FF. Im Laufe der Erstligaspielzeit 2006 debütierte er unter Trainer Tom Prahl für den Verein im schwedischen Profifußball. Bereits im Laufe des Jahres erkämpfte er sich einen Stammplatz im Mittelfeld des Klubs und empfahl sich für die von Tommy Söderberg betreute U-21-Landesauswahl. Nach einem weiteren halben Jahr in der schwedischen Eliteserie meldete der dänische Klub FC Nordsjælland Interesse an einer Verpflichtung.
Im Sommer 2007 wechselte er nach Dänemark  in die Superliga und unterschrieb beim FC Nordsjælland einen bis 2011 gültigen Vier-Jahres-Kontrakt. Zu Beginn der Spielzeit 2007/08 stand er mehrfach in der Startformation des in Farum beheimateten Klubs, konnte sich dort jedoch nicht längerfristig behaupten. Im Oktober 2007 wurde er gar von der Presse zu den größten Flops unter den Neuzugängen in der Superliga gezählt. Durch diverse Verletzungen wurde er in der zweiten Saisonhälfte gebremst und blieb in der Folge ohne weiteren Spieleinsatz. Im Mai bemühte sich Trelleborgs FF daher um eine Rückkehr des Spielers nach Schweden. Die Vereine konnten sich jedoch zunächst nicht einigen, so dass Pode weiterhin in Dänemark blieb.
Nachdem Pode im Herbst zu zwei Kurzeinsätzen in der Superliga gekommen war, bemühte sich Trelleborgs FF erneut um eine Verpflichtung. Dieses Mal konnten die Vereine über die Modalitäten Einigung erzielen und Pode wechselte zum südschwedischen Klub, bei dem er einen Drei-Jahres-Kontrakt unterzeichnete. Vom Wechsel erhoffte er sich eine Rückkehr in die U-21-Auswahl, um mit ihr an der U-21-Europameisterschaft 2009 in Schweden teilnehmen zu können. Unter Trainer Tom Prahl konnte er jedoch nicht dauerhaft überzeugen und verpasste sein Ziel. Zu Anfang stand er in der Stammformation, spätestens wegen seines Platzverweises im Spiel gegen IF Brommapojkarna in der Mitte der Spielzeit verlor er jedoch seinen Stammplatz und bestritt letztlich keines seiner Saisonspiele über die gesamte Spieldauer. In den Folgejahren steigerte er sich und stand schließlich in der Spielzeit 2011 in 24 der 30 Saisonspiele in der Startformation. Mit acht Saisontoren erwies er sich zudem als torgefährlich – einzig Kristian Haynes erzielte vereinsintern mehr Tore. Dennoch reichte es als Tabellenvorletzter nicht zum Klassenerhalt in der höchsten Spielklasse.